# Spildesign
Spildesign betegner den disciplin, systematisk at idéudvikle spil, lave prototyper, samt implementering af, og test af computerspil. Der lægges i begrebet fokus på udviklingen og elaborationen af gameplay og spilbalance.
Spildesign indeholder både en konceptuel og en teknisk dimension.
At lave et spil handler i sidste ende om at lave et produkt, som brugeren synes er sjovt eller stimulerende at bruge. Derfor er brugertest (ofte kaldet playtesting) centrale for udviklingen af computerspil. I spildesign rådes man, ligesom i softwareudvikling ofte til at arbejde iterativt, dvs at man hele tiden arbejder sig frem mod et nyt stabilt, men ufærdigt produkt, som kan testes.

## Spildesigner
Spildesigner er en profession, der enten beskæftiger sig med spildesign.
Spildesign omfatter som begreb både elektroniske spil, herunder af gameplayet til et computerspil, og ikke-digitale spil såsom brætspil, kortspil, terningespil eller sociale spil og lege. Specielt indenfor computerspil kan der være stor forskel på hvilke arbejdsopgaver spildesigneren varetager i en produktion. De kan være begrænset til at definere spillets regler, eller de kan omfatte banedesign i computerspil, design af det narrativ eller den rammefortælling et spil er baseret på, at skrive tekst og dialog til spillet, og instruktion af andre kreative ansatte såsom tegnere, modellører og lyddesignere. Disse opgaver varetages til tider også af en spilinstruktør.

## Spildesign i Danmark
I Danmark underviser man i spildesign på IT-Universitetet i København (ITU) på linjen Media Technology and Games, samt på Kunstakademiets Designskole på linjen Spil og Interaktion.
Hvert år bliver spildesignere, animatorer og programmører fra forskellige uddannelsesinstitutioner såsom DTU, Kunstakademiets Designskole, ITU og Animatorskolen på DADIU (det danske akademi for digital interaktiv underholdning) for her at samarbejde om at lave et spil.